# Joseph Paxton
Pour les articles homonymes, voir Paxton.

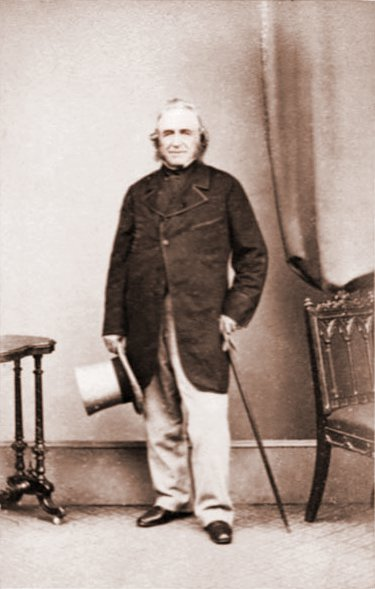
Joseph Paxton vers 1860.

Joseph Paxton (né le 3 août 1803 à Milton Bryan, Bedfordshire, Royaume-Uni et mort le 8 juin 1865 dans le quartier de Sydenham de Londres) est un architecte et jardinier paysagiste britannique. Il est notamment connu comme concepteur du fameux Crystal Palace, édifié à l'occasion de l'exposition universelle de 1851 à Londres.

## Biographie

### Jardinier à Chatsworth
Paxton nait en 1803 dans une famille de fermiers de Milton Bryan, dans le Bedfordshire. À l'âge de quinze ans, il est engagé comme apprenti jardinier au service de Gregory Osborne Page-Turner à Battlesden Park. Après plusieurs emplois, il obtient en 1823 un poste à la tête des Chiswick Gardens créés par la Société d'Horticulture. Ces jardins étant proches de ceux de William Cavendish, 6e duc de Devonshire, ce dernier rencontre Paxton. Impressionné par son talent et son enthousiasme, il lui offre le poste de jardinier en chef au domaine de Chatsworth, l'un des plus beaux jardins paysagers de l'époque.
Paxton y met en œuvre de nombreux projets : il redessine le jardin autour de l'aile nord de la demeure, crée le plus grand jardin de rocaille du pays ainsi qu'un pinetum (arboretum de conifères) de 16 ha, et dessine les plans du nouveau village d'Edensor.
Il transforme l'enceinte du Prieuré de Bolton, Yorkshire du Nord, qui fait partie des domaines des ducs de Devonshire. La porterie du XIVe siècle est transformée en pavillon de chasse et est étendue par Joseph Paxton.
En 1844, il conçoit la Fontaine de l'Empereur, construite en l'honneur du tsar Nicolas Ier qui a annoncé sa venue à Chatsworth. Cette fontaine projetant un jet d'eau à 90 m de haut nécessite la création d'un lac sur les collines dominant les jardins.
Paxton conçoit également plusieurs serres en panneaux de verre et métal, et notamment le Great Conservatory ; surnommée « l'Étuve » du fait de son important système de chauffage, cette immense serre de 84 m de long et 37 m de large est alors la plus grande du monde (elle est d'ailleurs parcourue en calèche par la Reine Victoria en 1843). Dans ces serres, Paxton cultive notamment la variété de banane la plus consommée en Occident, appelée « Cavendish » d'après le nom du propriétaire de Chatsworth.

### Créateur duCrystal Palace

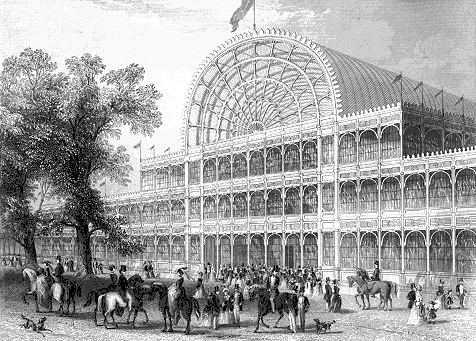
La façade du Crystal Palace.

Fort de son expérience en matière de serres, il propose pour The Great Exhibition, l'exposition universelle de Londres en 1851, un projet de palais d'exposition de verre et de fer. Le Crystal Palace (palais de cristal) fit sensation, marquant l'architecture de la révolution industrielle et est la première production sérielle de pièces montées sur le chantier même. Par les matériaux utilisés (fer et verre) comme par la technique de construction (assemblage d'éléments préfabriqués qui permettent une construction rapide), il symbolise et démontre la supériorité industrielle et technique du Royaume-Uni d'alors. Le Crystal Palace est détruit lors d'un incendie en 1936.
Le succès du Crystal Palace, qui est imité à travers le monde, contribue fortement au prestige de son concepteur. Elle lui vaut de participer à la nouvelle conception urbaine : celle des Resorts les stations de loisir de bord de mer en Angleterre, impulsée par des promoteurs et des compagnies de chemin de fer. Concept publicitaire : La ville à la campagne, où le smog n'existe pas. "Votre résidence est devenue accessible avec un voyage agréable -qui peut constituer une excursion pour tous- le week-end". Une grande masse de la population est ciblée pour atteindre la rentabilité des affaires. Ces aménagements très novateurs préfigurent les stations à la mer, à la montagne et les clubs vacances actuels.
Paxton est aussi un des fondateurs et l'éditeur de The Gardeners' Chronicle, dans lequel il insère notamment des publicités pour de petites serres qu'il dessine lui-même.
Par son parcours comme par ses nombreux centres d'intérêt et son esprit d'entreprise, Paxton, « sorte de génie complet de l'âge industriel », constitue l'archétype de la réussite victorienne, « un self made man incarnant à la perfection l'esprit du temps : paysagiste et spécialiste des jardins à l'origine, il unit le goût de la nature et le sens des affaires, la publicité et les capacités techniques, l'art et l'industrie ».

## Principales réalisations
- Grande serre de Chatsworth (1840)
- Crystal Palace (1851)
- Château de Ferrières (1855-1859)

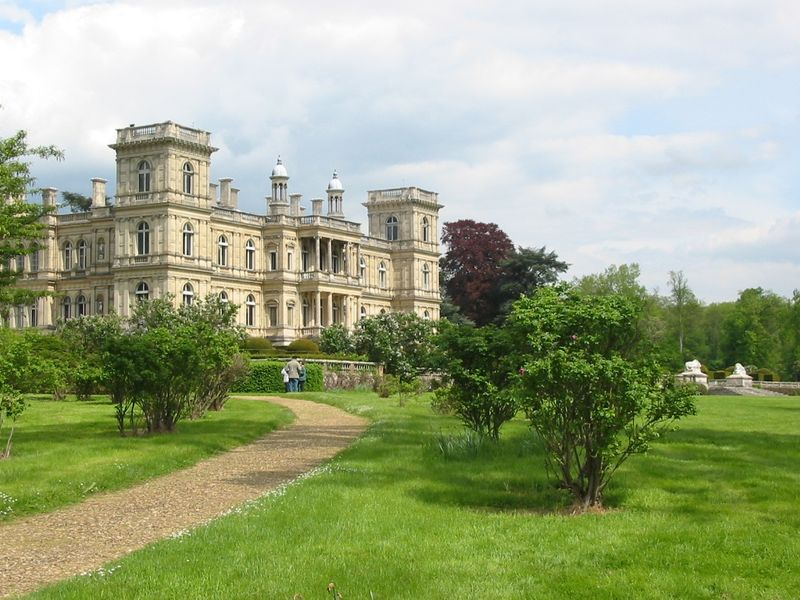
Château de Ferrières.

- Serres du château de Pregny à Pregny-Chambésy (actuellement Jardin botanique de Genève) (1858)